# Bainbridge (Yorkshire du Nord)
Pour les articles homonymes, voir Bainbridge.
Bainbridge est un village et une paroisse civile du Yorkshire du Nord, en Angleterre.